# اتفاقية الهدنة في اليمن
اتفاقية الهدنة في اليمن هي هدنة وقعت في 2 أبريل 2022 برعاية الأمم المتحدة بين الحكومة اليمنية وجماعة انصار الله "الحوثيين" شملت وقف الأعمال القتالية بين الطرفين الذين يخوضان حرباً أهلية منذ 2015. في صباح 2 أبريل 2022 أعلن المبعوث الخاص للأمم المتحدة إلى اليمن هانس غروندبرغ هدنة مدتها شهران تبدأ في 2 نبسان/أبريل 2022 وتنتهي في 2 يونيو 2022 قابلة للتمديد. هدفُ هذه الاتفاقيّة توفير بيئة مواتية للتوصل إلى تسوية سلمية للحرب الاهلية في اليمن.

## بنود الاتفاق
1. وقف جميع العمليات العسكرية الهجومية البرية والجوية والبحرية داخل اليمن وخارجه وتجميد المواقع العسكرية الحالية على الأرض.
2. دخول 18 سفينة من سفن المشتقات النفطية خلال شهري الهدنة إلى موانئ الحديدة.
3. تشغيل رحلتين جويتين تجاريتين أسبوعياً إلى صنعاء ومنها خلال شهري الهدنة إلى المملكة الأردنية الهاشمية، وجمهورية مصر العربية.
4. فور دخول الهدنة حيز التنفيذ، سوف يدعو المبعوث الخاص الأطراف إلى اجتماع للاتفاق على فتح طرق في تعز وغيرها من المحافظات لتيسير حركة المدنيين من رجال ونساء وأطفال وتنقلاتهم بالاستفادة من الجو الذي تهيَئه الهدنة.
5. تعاطي الأطراف مع المبعوث الخاص بشأن مقترحات حول الخطوات القادمة نحو إنهاء الحرب.

هذه الترتيبات مؤقتة في طبيعتها ولا تمثِّل سابقة.

### الطرائق وتحديد الإطار الزمني
- تدخل الهدنة حيز التنفيذ بعد 24 ساعة من اعلان المبعوث الخاص عن الهدنة.
- خلال مدة الأربع وعشرين ساعة، تكون الأطراف مسؤولة عن إبلاغ القوات المنضوية تحتها بوقف جميع العمليات العسكرية الهجومية وتجميد المواقع العسكرية على الأرض.
- سوف يُعيِّن الأطراف ضباط ارتباط مخوَّلين للعمل مع مكتب المبعوث الخاص للأمين العام للأمم المتحدة إلى اليمن على جميع جوانب الهدنة بما فيها الجوانب العسكرية لدعم الامتثال للهدنة واحترامها. ومع أنَّه لن تكون هناك مراقبة مستقلة، سوف يقدم مكتب المبعوث الخاص للأمين العام للأمم المتحدة إلى اليمن دعم التنسيق الذي يطلبه الأطراف للمساعدة في تنفيذ الهدنة.
- الهدنة قابلة للتمديد بموافقة الأطراف.

## الدعم الدولي الإعلان الهدنة
الولايات المتحدة رحب الرئيس الأمريكي جو بايدن بإعلان الهدنة في اليمن وووصفه بانه «متنفس انتظره الشعب اليمني طويلا» واعتبر قرار الهدنة بانه يمثل «خطوات مهمة لكنها غير كافية» وشدد على ضرورة التزام اطراف الهدنة بوقف إطلاق النار، واكد على ضرورة انهاء الحرب.
 روسيا رحبت روسيا باتفاقية الهدنة وعبرت عن أملها في إمكانية تمديد الاتفاقية وتوسيعها.
 السعودية رحبت المملكة العربية السعودية بإعلان الهدنة وأكدت دعمها اعلان الحكومة اليمنية وتحالف دعم الشرعية في اليمن بقبول الهدنة.
 إيران رحبت الجمهورية الإسلامية الإيرانية بإعلان الهدنة، وعبرت عن أملها بأن تشكل الهدنة تمهيدا لاتفاق وقف اطلاق للنار دائم في سبيل التوصل لحل سياسي للحرب في اليمن
 المملكة المتحدة رحبت المملكة المتحدة بإعلان الهدنة في اليمن وقال رئيس الوزراء البريطاني بوريس جونسون «لدينا الآن فرصة سانحة لإحلال السلام أخيرا وإنهاء المعاناة الإنسانية»
 مصر رحبت جمهورية مصر العربية بإعلان الهدنة وعبرت عن تطلعها بأن تُسهم الهدنة في التوصل إلى تسوية شاملة للأزمة اليمنية 
 تركيا رحبت الجمهورية التركية باتفاق الهدنة في اليمن، وأعربت عن أملها في أن يتبع خطوة الهدنة إعلان دائم لوقف اطلاق النار، والبداء بعملية حل سياسي للحرب الاهلية في اليمن. وأكدت تركيا مواصلتها دعم جهود المبعوث الخاص للأمم المتحدة إلى اليمن هانس غروندبرغ

## تمديد الهدنة
- 2 يونيو 2022: أعلن المبعوث الخاص للأمم المتحدة إلى اليمن هانس غروندبرغ موافقة الحكومة اليمنية وجماعة انصار الله «الحوثيين» على تمديد الهدنة لشهرين بنفس شروط الاتفاق الأصلي.[9]
- 2 أغسطس 2022; أعلن المبعوث الخاص للأمم المتحدة إلى اليمن هانس غروندبرغ موافقة اطراف الهدنة على التمديد الثاني للهدنة لمدة شهرين بنفس شروط الهدنة الاصلية.[10]

## تنفيذ بنود الهدنة
- 65 رحلة تجارية من مطار صنعاء الدولي خلال الهدنة [11]
- سماح الحكومة اليمنية بدخول سفن المشتقات النفطية لميناء الحديدة[11]
- تعثر فتح الطرق في تعز والمحافظات الأخرى [11]

## انتهاء الهدنة
في 2 أكتوبر 2022 أعلن المبعوث الخاص للأمم المتحدة إلى اليمن هانس غروندبرغ عدم توصل اطراف الهدنة إلى اتفاق على تمديد الهدنة التي استمرت 6 أشهر وكان المبعوث قد قدم مقترح لتمديد الهدنة شمل:
- دفع رواتب ومعاشات موظفي الخدمة المدنية.
- فتح طرق محددة في تعز ومحافظات أخرى.
- تسيير وجهات إضافية للرحلات التجارية من والى مطار صنعاء.
- ودخول سفن الوقود إلى ميناء الحُديدة دون عوائق.
- وتعزيز آليات خفض التصعيد من خلال لجنة التنسيق العسكرية
- الالتزام بالإفراج العاجل عن المحتجزين.
- الشروع في مفاوضات لوقف إطلاق النار واستئناف عملية سياسية شاملة.[12]